# Minoxidil
 (juillet 2016).
Améliorez-le ou discutez des points à vérifier. 
Le minoxidil est un vasodilatateur, initialement utilisé par voie orale pour soigner l’hypertension artérielle. Sous sa forme topique, il est avec le finastéride l'un des deux seuls médicaments approuvés aux États-Unis par la FDA (Food and Drug Administration) pour lutter contre l'alopécie androgénétique.

## Historique

### Aux États-Unis

#### Fin des années 1950 à 1965: découverte du minoxidil
À la fin des années 1950, l'entreprise pharmaceutique Américaine the Upjohn Company située au Michigan (devenu plus tard une partie de Monsanto et Pfizer,,), fait des essais en laboratoires pour traiter les ulcères. L'entreprise porte son intérêt sur un composé chimique de synthèse dérivé d'acide barbituriques,, lui-même dérivé de la pyrimidine,. Dans les premiers essais utilisant des chiens, le composé chimique ne guérit pas les ulcères, mais s'avère être un puissant vasodilatateur,.
L'entreprise synthétise plus de 200 variations dérivées de ce composé chimique, y compris celui qu'elle développera entre 1963 et 1965, qu'elle nommera minoxidil,.

#### 1967-1974: tests cliniques et nouvelle application
En 1967, la FDA (Food and Drug Administration) autorise l'entreprise Upjohn à faire des tests cliniques sur les êtres humains,. L'entreprise engage le docteur Charles Chidsey, professeur agrégé de médecine à l'Université du Colorado School of Medicine de Denver, afin de mener deux études cliniques sur des patients atteints de troubles cardio-vasculaires.
À la fin de l'année 1967/1968, le docteur Chidsey débute sa première étude,,.
Entre 1970 et 1971, durant la deuxième étude, le docteur constate que certains patients sous minoxidil présentent comme effet secondaire, un développement pileux sur l'ensemble du corps et un recul d'alopécie androgénétique. Il consulte plusieurs collègues endocrinologues et dermatologues, afin de déterminer son origine. L'origine hormonale étant écartée, il consulte le docteur Guinter Kahn, qui est dermatologue travaillant dans le même établissement, sur une possible utilisation du minoxidil pour un traitement de l'alopécie androgénétique,,.
Le docteur Chidsey obtient de l'entreprise Upjohn, une autorisation de délivrer du minoxidil pur au docteur Kahn afin d'étudier cet effet secondaire, avec comme condition de mener ces recherches sous le contrôle du docteur Chidsey.
En 1973, après de nombreuses expériences, le docteur Kahn aidé de son collègue le docteur Grant, obtiennent des résultats satisfaisants sur un patient présentant une alopécie, en utilisant une solution de 1 % de minoxidil dissous dans de l'alcool puis appliquée quotidiennement sur le cuir chevelu du patient. Cependant, ils n'informent pas le docteur Chidsey de ces résultats,.
En 1974, le docteur Kahn et le docteur Grant essayent de breveter discrètement leurs travaux, mais ils constatent que l'entreprise Upjohn a breveté le même médicament en utilisant la majorité de leurs recherches, et seul le nom du docteur Chidsey est inscrit sur le brevet,.

#### En 1979: lancement de Loniten
En 1979, pendant que le docteur Kahn bloque le brevet depuis cinq ans, l'entreprise Upjohn obtient une autorisation de mise sur le marché du médicament Loniten, destiné aux malades souffrant d'une hypertension artérielle sévère,,.
Le médicament se présente sous forme de comprimés sécables (en tablettes de 2,5 mg et 10 mg) à administrer par voie orale. Il est composé de minoxidil et d’excipients tels que : cellulose microcristaline, amidon de maïs, lactose, stéarate de magnésium, dioxyde de silicium.

#### 1986-1988: lancement de Rogaine
En 1986, la longue bataille administrative qui a duré plusieurs années opposant le docteur Kahn à l'entreprise Upjohn prend fin. Le docteur obtient un accord lui permettant de faire inscrire son nom sur le brevet (US # 4,596,812 Charles A Chidsey, III et Guinter Kahn). Il obtient également de l'entreprise un pourcentage sur les chiffres d'affaires,. Le brevet appartient désormais à l'entreprise Upjohn.
Le 18 août 1988, une autorisation de mise sur le marché est accordée au médicament Rogaine à 2 % de minoxidil, indiqué dans le traitement de l'alopécie androgénétique chez les hommes , (il sera distribué en Europe sous le nom de Regaine et en France sous les noms de Alostil et Regaine). Le médicament se présente sous forme liquide en flacon de 60 ml et muni d'une pipette graduée. Il est composé de minoxidil, propylène glycol, alcool, eau purifiée.
En 1991, les ventes du médicament Rogaine restent au plus bas depuis 3 ans, les patients ne s'y intéressent pas. L'image de l'entreprise Upjohn est ternie par une affaire sur un autre médicament, pour lequel plus d'une centaine de poursuites sont engagées contre l'entreprise,. Elle entreprend ensuite pour Rogaine la troisième campagne publicitaire la plus chère du monde pour un médicament, à 50 millions de dollars. L'entreprise fait également du démarchage auprès des médecins pour promouvoir son médicament Rogaine, mais la FDA désapprouve ces méthodes. Elle réussit également à obtenir une autorisation pour rendre son médicament Rogaine disponible aux femmes souffrant d'une alopécie androgénétique,. Puis la campagne publicitaire fonctionne et les ventes augmentent de 30 %, mais les prix du médicament Rogaine restent élevés.
La disponibilté de Rogaine pour le grand public a considérablement augmenté en 1996. Le 12 février 1996, la FDA approuve la production de formulations génériques de minoxidil et sa vente sans prescription. Déterminée à rester un acteur incontournable de la vente de minoxidil, l'entreprise Upjohn lance en 1997 une nouvelle formulation, titrée à 5%, associée à une campagne de publicité pour promouvoir la force accrue de cette nouvelle formulation.
Le 30 juin 2005, le Lonoten (minoxidil oral pour l’hypertension artérielle) est repris sous la marque Pfizer, ,(il sera distribué dans d'autres pays dont la France sous le nom de Lonoten par Pfizer). Durant sa période de mise sur le marché de 1979 à 2005, il a été pratiqué des autopsies sur 150 patients décédés de causes diverses et utilisant le Lonoten. Elles n’ont pas permis d’identifier formellement la responsabilité du médicament pour ces décès.
En 2007, l'entreprise pharmaceutique Américaine Johnson & Johnson acquiert le médicament Rogaine (elle acquiert également Regaine et Alostil), lors d'un achat d'une partie des médicaments de Pfizer pour 17 milliards de dollars,.

### En France

#### En 1983: entrée du minoxidil sur le territoire national
Le 10 janvier 1983, une autorisation de mise sur le marché français est accordée au médicament Lonoten.
Le 8 février 1983, le minoxidil sous toutes ses formes ainsi que ses dérivés, est inscrit sur la liste du tableau A des substances vénéneuses de la médecine humaine par l'arrêté du 8 février 1983.
Le 24 décembre 1986, une autorisation de mise sur le marché est accordée au médicament Regaine à 2 % de minoxidil pour application locale en flacon de 60 ml (sa commercialisation en France sera arrêtée le 27 mars 2009), ainsi qu'une autorisation de mise sur le marché du médicament Alostil à 2 % de minoxidil pour application locale en flacon de 60 ml.
Le 13 janvier 1987, le minoxidil sous forme topique, ainsi que ses dérivés, sont inscrits sur la liste du tableau C des substances vénéneuses de la médecine humaine par l'arrêté du 13 janvier 1987.
Le 14 décembre 1987, 4 autorisations de mise sur le marché sont accordées le même jour pour :
- le médicament « Minoxidil Cooper » à 2 % de minoxidil, pour application locale en flacon de 60 ml et distribué par l'entreprise Coopération Pharmaceutique Française[31] ;
- le médicament « Minoxidil Sinclair » à 2 % de minoxidil, pour application locale en flacon de 60 ml et distribué par l'entreprise pharmaceutique Sinclair Pharma France[32] ;
- le médicament « Minoxidil RPG » à 2 % de minoxidil, pour application locale en 30 ampoules de 1 ml chacune et distribué par l'entreprise pharmaceutique Ranbaxy Pharmacie Génériques[33] ;
- le médicament « Minoxidil CS » à 2 % de minoxidil, pour application locale en 30 ampoules de 1 ml chacune et distribué par l'entreprise pharmaceutique CS[34].

#### 1990: nouvelles législations
Le 22 février 1990, une modification des arrêtés du 8 février 1983 et du 13 janvier 1987 est faite par l'arrêté du 22 février 1990 toujours en vigueur, qui simplifie les classements des substances vénéneuses en deux listes : la liste I et la liste II, qui comprend les substances classées dangereuses nécessitant une surveillance médicale, et les substances susceptibles de présenter directement ou indirectement un danger sur la santé. Le minoxidil est classé sur les deux listes.

#### 2001: interdiction française d'incorporation dans les produits cosmétiques
Le 6 février 2001, le minoxidil sous toutes ses formes ainsi que ses dérivés, est inscrit sur la liste des substances interdites en France entrant dans la composition des produits cosmétiques, par l'arrêté du 6 février 2001.

#### 2005: entrée du minoxidil pour application locale dosé à 5%
Le 12 janvier 2005, une autorisation de mise sur le marché est accordée au médicament "Minoxidil Sandoz Conseil" à 5 % de minoxidil, pour application locale en flacon de 60 ml et distribué par l'entreprise pharmaceutique Sandoz.
Le 21 juin 2005, une autorisation de mise sur le marché est accordée au médicament "Minoxidil Bailleul" à 5 % de minoxidil, pour application locale en flacon de 60 ml et distribué par l'entreprise pharmaceutique Laboratoires Bailleul.
Les autres groupes pharmaceutiques possédant déjà des médicaments à applications locales dosés à 2 % de minoxidil, obtiendront également après cette date une AMM pour des traitements dosés à 5 % de minoxidil.

#### 2009: interdiction européenne d'incorporation dans les produits cosmétiques
Le 30 novembre 2009, le minoxidil sous toutes ses formes ainsi que ses dérivés, sont inscrits sur la liste des substances interdites dans l'Union européenne entrant dans la composition des produits cosmétiques par l'article du règlement (CE) n°1223/2009 du Parlement européen et du Conseil du 30 novembre 2009 relatif aux produits cosmétiques.

#### En 2012: autorisation de commercialisation sans prescription médicale
Le 25 janvier 2012, une autorisation partielle est accordée au minoxidil sous sa forme topique à la prescription sans ordonnance, mais il demeure inscrit sur la liste des substances vénéneuses.
Le médicament Lonoten (pour l'hypertension artérielle) est remboursé par la sécurité sociale à hauteur de 65 %,et ne dispose d'aucun médicament générique. Son prix ne peut pas être modifié par les pharmaciens, puisqu'il est inscrit sur la liste des médicaments remboursables.
Le médicament pour application locale n'est pas remboursé par la sécurité sociale. Il est disponible sous différentes versions génériques depuis que l'entreprise Pharmacia & Upjohn a perdu les droits de brevet en 1996. Les pharmaciens sont libres de fixer son prix.
Le minoxidil, qu'il soit sous forme topique à application locale, ou sous forme comprimée par voie orale, est un médicament potentiellement dangereux pour la santé. En tant que médicament, sa vente en France est strictement réservée aux pharmacies françaises,, inscrites sur la liste de l'Ordre national des pharmaciens,, et interdite aux moins de 18 ans.

## Efficacité
Une méta-analyse, portant sur l'ensemble des études antérieures à 2017, a montré que les résultats du Minoxidil topique sont supérieurs à ceux du groupe témoin, quelle que soit la concentration. Concernant l'alopécie androgénétique, la méta-analyse pointe des différences moyennes chez l'homme de +8.11 cheveux/cm2 et de +14.90 cheveux/cm2 associées au Minoxidil 2 et 5%, comparés au groupe témoin. Chez la femme, le Minoxidil 2% a entrainé une différence moyenne de +12.41 cheveux/cm2 par rapport au groupe témoin,.
En plus d'améliorer la densité des cheveux, une étude indique que le minoxidil améliore aussi leur épaisseur d'environ 30% par rapport au groupe témoin. Une étude portant sur 31 hommes traités pendant 5 ans par du minoxidil 2% ou 3% situe le pic d'efficacité après 1 an de traitement (nombre de cheveux par cm² maximal), avec un léger déclin dans les années suivantes.
Le traitement doit être continué indéfiniment car son arrêt entraîne la perte des cheveux préalablement repoussés après 3-4 mois.

## Mode d’action
Bien que le Minoxidil soit désormais utilisé depuis plus de 30 ans, le mécanisme par lequel il promeut la croissance des follicules pileux n'est pas pleinement élucidé.
Différents mécanismes ont été proposés pour expliquer son action sur l'alopécie androgénétique. Le minoxidil active l'ouverture des canaux potassiques. Cela entraine une augmentation de la concentration en ions potassiums dans les cellules et une diminution de leur apport en ions calciums, réduisant l'impact inhibiteur du facteur de croissance épidermique sur le développement du cheveu. De plus, on a suggéré que l'efficacité du minoxidil est liée à l'activité de la sulfotransférase et que le minoxidil est une prodrogue, métabolisée en minoxidil sulfate (substance active) par la sulfotransférase des follicules pileux.
Une étude récente (2023) a montré l'action du minoxidil sur deux nouvelles cibles, le stéroide 17-alpha-hydroxylase et l'aromatase. Pour ce faire, elle met en oeuvre des techniques de pharmacologie de réseau et d'amarrage moléculaire, en confirmant les résultats in vitro sur des plaques à six puits. Les auteurs concluent que le minoxidil inhibe l'expression des récepteurs androgènes et de la 17-alpha-hydroxylase et accroît l'activité de l'aromatase. Ceci a pour conséquence une diminution de la liaison de la dihydrotestostérone et une augmentation de la production d'estradiol. Cette étude indique que le minoxidil agit en modifiant l'activité hormonale et enzymatique au niveau des papilles dermiques. D'autres études ont mentionné un effet inhibiteur du minoxidil sur les récepteurs androgènes.

## Toxicité
Le minoxidil possède deux métabolites: le glucuronide (minoxidil-O-glucuronide) et le sulfate de minoxidil (minixodil-N-O-sulfate) qui sont métabolisés par le foie puis excrétés par le rein. Le sulfate de minoxidil est le métabolite le plus actif.
Chez l'homme, l'ingestion d'une quantité de minoxidil supérieure à 1 gramme suffit à provoquer des symptômes extrêmement graves (tachycardie, hypotension, choc réfractaire, œdème pulmonaire etc.) nécessitant entre 9 à 12 jours d'hospitalisation, en situation d'urgence vitale,.
Les patients hospitalisés après une intoxication au minoxidil présentent souvent une persistance de l'effet hypotenseur durant 3-4 jours malgré la courte demi-vie du minoxidil et ses métabolites (moins de 4h). Une explication réside dans le grand volume de distribution du minoxidil (moyenne de 197L dans les sujets sains) et sa capacité à persister localement au niveau de certains tissus (par exemple, les muscles lisses). Cela pourrait expliquer la persistance d'effets secondaires chez le sujet sain, souvent plusieurs semaines après l'arrêt du traitement.
Il faut cependant noter qu’en cas de surdosage, tous les médicaments sont toxiques. Par exemple, il suffit près de 12 fois la dose journalière, soit 12 grammes d’aspirine pour causer une intoxication grave. La dose de 1 gramme de minoxidil relatée plus haut représente plus de 700 fois la dose journalière absorbée par voie topique (sur le cuir chevelu).   

### Grossesse et allaitement
Les données sur la tératogénicité (capacité à provoquer des malformations embryonnaires) du minoxidil sont limitées. A ce stade, aucun effet secondaire sérieux sur l'embryon n'a été mentionné. Par précaution, les médecins et autorités de santé conseillent cependant de suspendre le traitement pendant la grossesse et l'allaitement.

## Posologie

### Par voie orale
Pour le traitement de l'hypertension artérielle, le minoxidil est commercialisé sous la marque Lonoten. Il est utilisé par voie orale sous la forme de comprimés contenant 5 ou 10 mg de substance active. La dose de départ est habituellement fixée à 2.5 mg/jour, avec une augmentation possible tous les 3-4 jours en cas de résistance de l'effet hypertenseur.
Au moins 95% du minoxidil administré oralement est absorbé par l'appareil digestif et métabolisé par le foie. Un patient prenant un comprimé de 2.5 mg de Lonoten absorbera donc une quantité de substance active proche de 2.4 mg.

### Par voie topique
Pour le traitement de l'alopécie androgénétique, le minoxidil est commercialisé sous les marques Bailleul, Cooper, Alopexy et Alostyl. Il est utilisé sous forme de solution topique ou de mousse, titrées à 2 ou 5%. Le traitement consiste à appliquer 1 mL de minoxidil 2 fois/jour. A chaque application, la quantité de substance active utilisée est donc de 50 mg pour le minoxidil 5% (respectivement 20 mg pour le minoxidil 2%).
A peu près 1.4% du minoxidil topique est absorbé par le cuir chevelu et se retrouve dans la circulation sanguine, bien que la fréquence d'utilisation et les irritations cutanées puissent augmenter ce niveau d'absorption moyen. En moyenne, l'application de 1 mL de minoxidil topique 2 fois par jour entraîne donc l'absorption de 1.4 mg de substance active dans la circulation sanguine.

## Effets secondaires

### Liste des effets secondaires connus
Les effets secondaires les plus fréquents du minoxidil topique 2% ou 5% se décomposent ainsi:
- irritations et démangeaisons au niveau du point d'application. Cet effet secondaire, l'un des plus fréquents, n'est pas seulement dû à la substance active mais aussi aux adjuvants, comme le propylène glycol, utilisés dans les mousses ou solutions liquides[60].

- effets cardiaques (douleurs thoraciques, tachycardie, palpitations...). Parmi les complications cardiaques les plus graves, des coronopathies ont été rapportées. Elles sont probablement dues à un accroissement de la demande en oxygène car la prise de minoxidil augmente la fréquence et le débit cardiaques. Des cas d' hypertensions pulmonaires ont aussi été rapportés[60].
- effets sexuels (baisse de libido, difficultés érectiles, baisse de qualité du sperme...)[61],[55]
- hypertrichose, c'est-à-dire la croissance de poils sur des zones non traitées (visage, oreilles, jambes, etc.). Cet effet se produit plus souvent chez les femmes que chez les hommes. Il nécessite en général plusieurs mois d'arrêt du traitement pour se résorber (1-3 mois pour le visage et les bras, 4-5 mois pour les jambes)[60].

Plus rarement, les effets secondaires suivants ont été rapportés:
- vertiges, nausées et maux de tête[61].
- œdèmes au niveau du visage, notamment chez les femmes[61]. La rétention de fluide fait partie des effets notoires du minoxidil et nécessite de surveiller la prise de poids en début de traitement[58]. Un épanchement péricardique se produit chez près de 5% des patients traités par Minoxidil oral pour des raisons inconnues[60].

- troubles de la vision, en particulier diminution de l'acuité visuelle et choriorétinopathies[61],[62],[63]. Chez certains patients, le minoxidil diminue la micro-circulation rétinienne, entrainant parfois des complications graves, comme des occlusions de la veine centrale de la rétine[64].
- crises d'angoisse[61].

### Études et témoignages
Une étude randomisée en double aveugle de 1988  a mis en évidence les effets sur le cœur du Minoxidil topique. Elle indique que des patients chauves traités par du Minoxidil topique présentaient après 6 mois d'application une augmentation du débit cardiaque de 3-5 battements par minute par rapport au groupe témoin. De plus, les patients traités par le Minoxidil présentent également un accroissement du ventricule gauche de l'ordre de 5g/m2 après 6 mois. Les auteurs concluent que le Minoxidil pourrait augmenter les problèmes cardiaques chez les personnes sujettes à une insuffisance coronarienne. Les auteurs s'inquiètent également de l'hypertrophie du ventricule gauche chez les sujets sains. Dans le cas de thérapies de long terme (plusieurs années), cette augmentation massique pourrait entraîner des complications.